# Viktor Elser
Viktor Elser (* 18. April 1893 in Oberzeiring; † 18. August 1979 in Graz) war ein österreichischer Politiker (SDAP bzw. später KPÖ).

## Leben
Elser besuchte die Volks- und Fachschule und erlernte im Anschluss den Beruf des Bierbrauers. 1914 bis 1918 wurde er zum Kriegsdienst im Ersten Weltkrieg verpflichtet und war danach von 1919 bis 1934 als Sekretär der Metall- und Bergarbeitergewerkschaft beschäftigt. Von 1937 bis 1942 war Elser Gastwirt.
Elser war von 1924 bis 1934 Vizebürgermeister im weststeirischen Köflach und ab 1926 Abgeordneter zum Steiermärkischen Landtag für die Sozialdemokratische Arbeiterpartei Deutschösterreichs. Nach dem Verbot der SDAP verlor Elser seine Ämter und wurde in politische Haft genommen, wobei ein Hochverratsprozess in Graz gegen ihn geführt wurde. 1938 trat Elser zur KPÖ über. Nach dem Zweiten Weltkrieg übernahm Elser vom 20. Mai 1945 bis zum 28. Dezember 1945 das Amt des Landeshauptmann-Stellvertreters in der Steiermark, danach war er vom 19. Dezember 1945 bis zum 8. Juni 1956 Abgeordneter der KPÖ zum Nationalrat, wo er als Experte für Sozialpolitik und Sozialversicherung auftrat.

## Auszeichnungen
- 1956: Großes Ehrenzeichen für Verdienste um die Republik Österreich[1]